# Атики-Одос
Атики́-Одо́с (греч. Αττική Οδός) — сеть платных автострад в Греции, пересекающая Аттику от Элефсиса до  Спаты, с главной автострадой 6 и вторичными автострадами А61, А62, А64 и А65. Система автодорог также соединяет пригороды агломерации Афин с международным аэропортом «Элефтериос Венизелос» и считается одной из самых безопасных в Европе.
Через основную секцию в разделительной зоне между встречными полосами проложен участок высокоскоростной пригородной железной дороги Проастиакос.
Основная секция Атики-Одос — автострада 6, кольцевая автодорога «Имитос» имеет номер 62 и кольцевая автодорога «Эгалео» — номер 65. Они представляют собой внешние кольцевые дороги столичной территории Больших Афин.

## История
Строительство «Атики-Одос» началось в 1996 году. Часть автострады, соединяющая Афины и международный аэропорт «Элефтериос Венизелос», была открыта в 2001 году. Она начиналась с транспортной развязки в муниципалитете Еракас и вела к аэропорту.
В сентябре 2002 года в рамках разделительной зоны между встречными полосами началось строительство высокоскоростной железной дороги. В начале 2003 года на автостраде «Атики-Одос» открыли движение на участке между развязкой проспекта Кифисьяс и аэропортом «Элефтериос Венизелос». К тому времени кольцевая дорога «Имитос» была почти завершена, также завершались работы по сооружению тоннелей.
В сентябре 2003 года началась эксплуатация кольцевой дороги «Имитос». Эта часть автомагистрали проходит через северную часть горной гряды Имитос в обход проспекта Месойон, соединяется с проспектом Кифисьяс, а через него с пригородами Кифисьи, аэропортом и восточными пригородами Афин.
В ноябре 2003 года вступила в строй западная часть «Атики-Одос», которая соединила национальную дорогу 8 с проспектом Кифисьяс, частью европейского маршрута E75. В целом она имеет семь развязок и проходит через горный массив Эгалео.
В апреле 2004 года открылся небольшой участок длиной 2,5 км, который соединяет «Имитос» в западном направлении с основной автострадой. Высокоскоростная железная дорога Проастиакос открыта также в 2004 году.
Расчеты показали, что автомобилисты будут экономить 2 млн литров топлива в день, пользуясь «Атики-Одос», что приведет к значительной финансовой и экологической выгоде. Кроме того, при строительстве «Атики-Одос» — самом масштабном строительстве в Аттике в новогреческой истории — были обнаружены разнообразные археологические находки, которые переданы археологическому обществу.

## Расширение
21 октября 2005 года презентован новый план расширения, по котором предполагалось достроить к существующим 65 км еще 76 км автодороги, в результате чего общая протяженность Аттики-Одос составит 141 км.
В 2010 году утвержден план расширения дороги на 22 км, который включает строительство нового тоннеля через массив Имитос, который соединит Аттику-Одос с Коропе. Это значительно ускорит путь до аэропорта «Венизелос» жителям восточных пригородов Афин.

## Оплата
Станции оплаты расположены на развязках, ведущих к автомагистрали Аттики-Одос. Плата за пользование автобаном оплачивается согласно тарифу при выезде на автомагистраль. Тариф не зависит от длины пути, но рассчитывается в зависимости от категории транспортного средства. Водители могут платить либо наличными, либо при помощи специального карточного счета.

## Ссылка
Официальный сайт автомагистрали